# Resolutie 1734 Veiligheidsraad Verenigde Naties
Resolutie 1734 van de Veiligheidsraad van de Verenigde Naties werd unaniem door de VN-Veiligheidsraad aangenomen op 22 december 2006 en verlengde het geïntegreerd VN-kantoor in Sierra Leone tot eind 2007.

## Achtergrond
In Sierra Leone waren al jarenlang etnische spanningen tussen verschillende bevolkingsgroepen. In 1978 werd het een eenpartijstaat met een regering die gekenmerkt werd door corruptie en wanbeheer van onder meer de belangrijke diamantmijnen. Intussen was in buurland Liberia al een bloedige burgeroorlog aan de gang, en in 1991 braken ook in Sierra Leone vijandelijkheden uit. In de volgende jaren kwamen twee junta's aan de macht, waarvan vooral de laatste een schrikbewind voerde. Zij werden eind 1998 met behulp van buitenlandse troepen verjaagd, maar begonnen begin 1999 een bloedige terreurcampagne. Pas in 2002 legden ze de wapens neer.

## Inhoud

### Waarnemingen
De secretaris-generaal beval aan en de president van Sierra Leone vroeg dat de UNIOSIL-kantoor met een jaar zou worden verlengd. In juli 2007 waren belangrijke verkiezingen gepland die het verdere verloop van de missie in het land zouden bepalen. Intussen werd ook vooruitgang geboekt in de hervorming van leger en politie in Sierra Leone.

### Handelingen
De Veiligheidsraad verlengde het mandaat van het Geïntegreerd VN-Kantoor in Sierra Leone (UNIOSIL) tot 31 december 2007. De secretaris-generaal werd verder toegestaan van 1 januari tot 31 oktober 2007 meer personeel in te zetten bij het kantoor om de ondersteuning van de verkiezingen te verbeteren en de andere taken beter uit te voeren.
Alle partijen in Sierra Leone werden opgeroepen achter het democratische proces te staan. De overheid, UNIOSIL en anderen werden opgeroepen meer te doen om goed bestuur te promoten; onder meer door corruptie te bestrijden, de aansprakelijkheid te verhogen en de ontwikkeling van de private economie te stimuleren.

## Verwante resoluties
- Resolutie 1620 Veiligheidsraad Verenigde Naties (2005)
- Resolutie 1688 Veiligheidsraad Verenigde Naties
- Resolutie 1793 Veiligheidsraad Verenigde Naties (2007)
- Resolutie 1829 Veiligheidsraad Verenigde Naties (2008)

Lijst ·  1652 ·  1653 ·  1654 ·  1655 ·  1656 ·  1657 ·  1658 ·  1659 ·  1660 ·  1661 ·  1662 ·  1663 ·  1664 ·  1665 ·  1666 ·  1667 ·  1668 ·  1669 ·  1670 ·  1671 ·  1672 ·  1673 ·  1674 ·  1675 ·  1676 ·  1677 ·  1678 ·  1679 ·  1680 ·  1681 ·  1682 ·  1683 ·  1684 ·  1685 ·  1686 ·  1687 ·  1688 ·  1689 ·  1690 ·  1691 ·  1692 ·  1693 ·  1694 ·  1695 ·  1696 ·  1697 ·  1698 ·  1699 ·  1700 ·  1701 ·  1702 ·  1703 ·  1704 ·  1705 ·  1706 ·  1707 ·  1708 ·  1709 ·  1710 ·  1711 ·  1712 ·  1713 ·  1714 ·  1715 ·  1716 ·  1717 ·  1718 ·  1719 ·  1720 ·  1721 ·  1722 ·  1723 ·  1724 ·  1725 ·  1726 ·  1727 ·  1728 ·  1729 ·  1730 ·  1731 ·  1732 ·  1733 ·  1734 ·  1735 ·  1736 ·  1737 ·  1738